# Loge Concordia ad Libertatem
Concordia ad Libertatem (dikwijls afgekort tot C.A.L.) is een vrijmetselaarsloge in Sneek. De loge werkt onder de Orde van Grootoosten der Nederlanden en draagt hierbinnen loge nummer 277. Het loge heeft Sneek en de Zuidwesthoek als verzorgingsgebied.
De loge is opgericht in 1984 en is voortgekomen uit de loge Concordia Res Parvae Crescunt uit 1818. In 2011 kent het loge ongeveer 30 leden, dit is een gemiddeld aantal.
Het logegebouw van Sneek is gevestigd aan de Looxmagracht. Het gebouw is in 1881 ingewijd als tempel en is sindsdien in gebruik door de loge Concordia Res Parva Crescunt. Sinds de oprichting maakt ook Concordia ad Libertatem gebruik van dit gebouw.
Vrijmetselarij · Beginselen · Geschiedenis · Symbolen · Vrijmetselaarsloge · Ordegrondwet · Obediëntie · Regulariteit en irregulariteit · Ritus · Graden · Grootmeester · Gemengde vrijmetselarij · Para-vrijmetselarij · Antivrijmetselarij · Vrijmetselarij in Nederland · Vrijmetselarij in België · Internationale vrijmetselarij
>>> Meer info op Portaal:Vrijmetselarij <<<